# What It Means to Be King
What It Means to Be King — другий студійний альбом американського репера King Von, виданий 4 березня 2022 року на лейблах Only the Family та Empire Distribution. Перший посмертний.
Слова й музику «Where I'm From» обрізано. В оригінальній версії, також відомій в інтернеті як «Dead Broke (Story of JR)», емоційно згадуючи трьох убитих ворогами друзів, виконавець зупиняється на півслові й решту пісні лунає лише інструментал. На ранній версії «Don't Play That» був Key Glock, але його замінили на 21 Savage. На попередній версії «Trust Nothing» замість Moneybagg Yo присутня Asian Doll, дівчина Вона. Оригінал «Mad» має інший біт та частково інші слова. Продюсером є так само Chopsquad DJ.

## Реліз і просування
6 листопада 2020 року виконавця застрелили біля кальянної в Атланті, штат Джорджія, рівно за тиждень після виходу його попередньої платівки Welcome to O'Block (2020), на честь виходу якої саме відбулась тоді вечірка. Того ж дня американський репер Pooh Shiesty випустив сингл «Back in Blood» з участю боса лейблу Only the Family й Вонового друга, репера Lil Durk. 2 січня 2021 року на цю пісню вийшов кліп із камео King Von.
14 січня DJ Bandz, діджей Lil Durk, твітнув назву й дату виходу платівки у лютому, пізніше видаливши твіт. 4 лютого в день релізу другого синглу «Don't Play That» анонсували назву й остаточну дату релізу.
28 лютого оприлюднено обкладинку й виставлено альбом на Apple Music для попереднього замовлення. 3 березня 2022 року, за день після виходу синглу «War», через Apple Music став відомим список пісень. Прем'єра кліпу «Get It Done» з участю OMB Peezy: 9 серпня 2022 року, у день гіпотетичного 27-річчя Вона.

## Комерційний успіх
What It Means to Be King дебютував на 2-ій сходинці Billboard 200 з вислідом у 59 тис. еквівалентних альбомних одиниць: 55 тис. — від 79 млн стрімінґових прослуховувань і 4 тис. — від чистого продажу альбому. Є другим потраплянням до топ-10 для виконавця, який уперше потрапив туди з Welcome to O'Block, що піднявся з 13-го на 5-те місце у чарті від 21 листопада 2020 року після звістки про його смерть.

## Список пісень
| #     | Назва                                        | Автор                                                                             | Продюсер(и)                           | Тривалість |
| ----- | -------------------------------------------- | --------------------------------------------------------------------------------- | ------------------------------------- | ---------- |
| 1.    | «Where I’m From»                             | Дейвон Беннетт Даррелл Джексон                                                    | Chopsquad DJ                          | 1:38       |
| 2.    | «War»                                        | Беннетт Джексон                                                                   | Chopsquad DJ                          | 2:40       |
| 3.    | «Facetime» (з участю G Herbo)                | Беннетт Герберт Райт III Крістіан Ворд Терренс Вільямс                            | Hitmaka Tee Romano                    | 2:36       |
| 4.    | «Don't Play That» (разом із 21 Savage)       | Беннетт Шая Ейбрагам-Джозеф Ахмар Бейлі                                           | Kid Hazel                             | 2:13       |
| 5.    | «Straight to It» (з участю Fivio Foreign)    | Беннетт Мексі Райлз III Джексон                                                   | Chopsquad DJ                          | 2:58       |
| 6.    | «Trust Nothing» (з участю Moneybagg Yo)      | Беннетт Демаріо Вайт-мл. Джексон                                                  | Chopsquad DJ                          | 3:05       |
| 7.    | «Evil Twins» (разом із Lil Durk)             | Беннетт Дерк Бенкс Трентон Тернер                                                 | Touch of Trent                        | 1:55       |
| 8.    | «Too Real»                                   | Беннетт Девонте Річмонд Малікі Декампос Ґуннлавґур Сумарлідасон                   | DJ Bandz DJ FMCT Glaazer              | 1:45       |
| 9.    | «Rich Gangsta» (з участю Tee Grizzley)       | Беннетт Террі Воллес-мл. Ворд Дієґо Авендано Джоел Бенкс Тейлор Бенкс             | Hitmaka Diego Ave Bankroll Got It     | 2:45       |
| 10.   | «Mad»                                        | Беннетт Джексон                                                                   | Chopsquad DJ                          | 2:04       |
| 11.   | «My Fault» (разом із A Boogie wit da Hoodie) | Беннетт Артіст Дубоуз Джексон                                                     | Chopsquad DJ                          | 3:11       |
| 12.   | «Change My Life»                             | Беннетт Джексон                                                                   | Chopsquad DJ                          | 2:40       |
| 13.   | «Hard to Trust» (з участю Dreezy)            | Беннетт Шондреа Следж Браян Сіммонс Джейкоб Кенеді Лесідні Реґленд Террелл Макніл | TM88 ATL Jacob Too Dope [a] MP808 [a] | 3:26       |
| 14.   | «Get Back» (з участю Boss Top та DqFrmDaO)   | Беннетт Тайрі Девіс DqFrmDaO Джексон                                              | Chopsquad DJ                          | 2:40       |
| 15.   | «Get It Done» (разом із OMB Peezy)           | Беннетт ЛеПаріс Дейд Джексон                                                      | Chopsquad DJ                          | 2:44       |
| 16.   | «Chase the Bag»                              | Беннетт Джеральдо Меджіа CGM Beats                                                | Geraldo Liive CGM Beats               | 2:24       |
| 17.   | «Go n Get Em» (з участю Boss Top)            | Беннетт Девіс Джон Лем                                                            | John Lam, King Ceeo8 [a]              | 2:46       |
| 18.   | «Grandson for President»                     | Беннетт Джексон                                                                   | Chopsquad DJ                          | 2:17       |
| 19.   | «Family Dedication Outro»                    | Беннетт Raw Equity                                                                | Raw Equity                            | 2:56       |
| 48:51 |                                              |                                                                                   |                                       |            |

Примітки
- ↑  позначає офіційно не зазначеного спів-продюсера.

Семпли
- «Grandson for President» містить семли з «Knuck If You Buck» у виконанні Crime Mob з участю Lil Scrappy.

## Чартові позиції
| Чарт (2022)                                | Найвища позиція |
| ------------------------------------------ | --------------- |
| Бельгія Belgian Albums (Ultratop Flanders) | 141             |
| Канада Canadian Albums (Billboard)         | 3               |
| Велика Британія UK Albums (OCC)            | 63              |
| Велика Британія UK R&B Albums (OCC)        | 35              |
| США Billboard 200                          | 2               |
| США Independent Albums (Billboard)         | 2               |
| США Top R&B/Hip-Hop Albums (Billboard)     | 1               |

| Чарт (2022)                           | Позиція |
| ------------------------------------- | ------- |
| US Top R&B/Hip-Hop Albums (Billboard) | 85      |